# Riu Todgheer
|  | Aquest article tracta sobre el riu Todgheer. Vegeu-ne altres significats a «Todgheer». |

El riu Togdheer (somali: Wabi Togdheer) és un riu de Somalilàndia que només porta aigua a les temporades de pluja, i rega la regió de Togdheer a la qual dona nom. El nom del riu deriva de les paraules somalis tod (‘llit de riu’) i dheer (‘llarg’).
Neix al peu de les muntanyes Golis, i corre cap al sud en direcció a la ciutat de Burao, per la que passa, per després esvair-se a les planes de la part oriental de la regió i del nord de la regió de Sool. La major part dels mesos no porta aigua i només es veu el llit, però quan cauen les pluges a les muntanyes provoca inundacions.